# جاك كوجل
جاك كوجل هو سياسي أمريكي، ولد في 24 سبتمبر 1925 في فيربانكس في الولايات المتحدة، وتوفي في 13 فبراير 2019 في نورث بول في الولايات المتحدة. نشط حزبياً في حزب الاستقلال الألاسكي والحزب الجمهوري.

## مناصب
- انتخب Delegate to the Alaska Constitutional Convention ‏.
- انتخب Lieutenant Governor of Alaska [الإنجليزية]‏ (3 ديسمبر 1990 – 5 ديسمبر 1994).
- انتخب عمدة نينانا.
- انتخب عضو مجلس شيوخ ألاسكا ‏.